# 雲霧仁左衛門 (映画)
『雲霧仁左衛門』（くもきりにざえもん）は、池波正太郎の同名小説を原作とした日本映画。1978年7月1日公開。主演は仲代達矢。英題『Bandits vs. Samurai Squadron』。

## キャスト

### 雲霧一党
- 雲霧仁左衛門（辻伊織）：仲代達矢
- 七化けのお千代：岩下志麻
- 木鼠吉五郎：長門裕之
- 因果小僧六之助：あおい輝彦
- 黒塚のお松：倍賞美津子
- 州走りの熊五郎：夏八木勲
- 山猫三次：川谷拓三
- 治平：下川辰平
- 三坪の伝次郎：松野健一
- 大工小僧七松：隆大介
- 犬神の亀造：早川純一

### 火付盗賊改方
- 安倍式部：六代目市川染五郎
- 山田藤兵衛：高松英郎
- 千秋与茂七：内田良平
- 岡田甚之助：山城新伍
- 高瀬俵太郎：石橋正次
- 柳助次郎：佐藤京一
- 井口源助：橋本功
- 津山伝七：原田清人
- 政蔵：稲葉義男
- おまき：宮下順子

### 松屋
- 松屋吉兵衛：丹波哲郎
- 松屋の番頭：浜田寅彦

### 暁一党
- 暁星右衛門：山本麟一
- 櫓の福右衛門：成田三樹夫
- 駒寺の利吉：田中邦衛

### 幕閣
- 大久保佐渡守：加藤剛

### 尾張徳川家
- お伊玖の方（志乃）：松坂慶子
- 尾張中納言：山口崇
- 荒木十太夫：梅宮辰夫
- 富の市（鳥塚佐十郎）：宍戸錠
- 辻蔵之助：八代目松本幸四郎

ほか

## スタッフ
- 原作：池波正太郎「雲霧仁左衛門」
- 監督：五社英雄
- 脚本：池上金男
- 音楽：菅野光亮
- ナレーション：小沢栄太郎、横森久
- 制作：松竹・俳優座
- 製作：佐藤正之・岸本吟一・杉崎重美
- 撮影：酒井忠・小杉正雄
- 撮影補佐：松下時男
- 美術：西岡善信
- 照明：山田和夫
- 衣装：松竹衣装
- 録音：小沼渡
- 編集：諏訪三千男
- 助監督：杉村六郎・吉田啓一郎
- 殺陣：湯浅謙太郎・安川勝人
- 挿入画：辰巳四郎